# Gianni De Biasi
Giovanni (Gianni) De Biasi (Sarmede, 16 juni 1956) is een Italiaans voormalig voetballer en huidig voetbaltrainer.
De Biasi werd op 14 december 2011 aangesteld als bondscoach van Albanië, als opvolger van Josip Kuže die de nationale ploeg 24 duels onder zijn hoede had gehad. De Biasi was eerder werkzaam als manager bij clubs als Udinese, Brescia en Torino FC. Met Albanië dwong De Biasi op 11 oktober 2015 kwalificatie af voor het EK voetbal 2016 in Frankrijk door met 0–3 te winnen bij Armenië. Het was de eerste keer dat het land zich plaatste voor een eindtoernooi. Onder bondscoach De Biasi bereikte Albanië eerder in 2015, in augustus, haar hoogste notering ooit op de FIFA-wereldranglijst, de 22ste positie. De stijging op de lijst volgde op een overwinning op Frankrijk in juni 2015 (1–0). Albanië werd in de groepsfase van het EK uitgeschakeld na een overwinning op Roemenië (1–0) en nederlagen tegen Zwitserland (0–1) en Frankrijk (0–2).
Op maandag 27 november 2017 stuurde Deportivo Alavés De Biasi de laan uit als hoofdcoach. De nummer laatst van de Primera Division stelde De Biasi's assistent Javier Cabello aan als voorlopige vervanger. De Biasi was twee maanden in dienst geweest bij Alavés.
Op 11 juli 2020 werd De Biasi aangesteld als bondscoach van Azerbeidzjan. Hij tekende een contract voor twee jaar.